# Chutes Hopetoun
Les chutes Hopetoun, en anglais Hopetoun Falls, sont une chute d'eau sur la rivière Aire (en), située dans les forêts du Parc national des Otways (The Otways National Park) , dans l'État du Victoria, en Australie. 
Les Otways se trouvent juste au nord de Cap Otway, près de la ville d'Apollo Bay, sur la Great ocean road.

## Situation
Les chutes sont situées à environ cinq kilomètres au sud de la localité de Beech Forest (en), à une altitude de 314 mètres et se situent entre 45 et 49 mètres de hauteur. Elles sont proches de la route Apollo Bay - Beech Forest, à environ quatre kilomètres au sud de l'embranchement vers les chutes Beauchampet et à une vingtaine de kilomètres au nord-ouest de la ville côtière d'Apollo Bay.

## Tourisme
Une grande attention a été accordée à la préservation des caractéristiques naturelles du site des chutes Hopetoun tout en permettant un large accès pour les nombreux visiteurs qui viennent chaque année admirer la beauté du lieu. Un ensemble d'escaliers bien construits et entretenus mènent à une plate-forme offrant un point de vue très proche du pied de la cascade.